# Naturschutzgebiet Läusebrink
Das Naturschutzgebiet Läusebrink mit einer Größe von 1,2 ha liegt nordwestlich von Enkhausen im Stadtgebiet von Sundern (Sauerland). Das Gebiet wurde 1993 mit dem Landschaftsplan Sundern durch den Kreistag des Hochsauerlandkreises erstmals als Naturschutzgebiet (NSG) mit einer Flächengröße von 1,9 ha ausgewiesen. Bei der Neuaufstellung des Landschaftsplaners Sundern wurde das NSG erneut ausgewiesen und verkleinert. Das NSG grenzt westlich direkt an das Landschaftsschutzgebiet Extensivgrünländer nördlich Enkhausen an und sonst an das Landschaftsschutzgebiet Sundern. Südöstlich liegt von einer Wiese und einem Feldweg getrennt das Naturschutzgebiet Katenberg.

## Gebietsbeschreibung
Es handelt sich um eine bis zu 70 m breite Mähwiese in einer östlich exponierten Unterhanglage. Die Wiese wird extensiv nach Vorgaben des Kulturlandschaftspflegeprogramms genutzt. Das Grünland ist eine artenreiche Magerwiese. Am Oberhang ist im Übergang zum dortigen Fichtenwald ein dornstrauchreiches Waldmantelgebüsch vorhanden.

## Schutzzweck
Das NSG soll das Gebiet mit dem dortigen Arten schützen. Wie bei allen Naturschutzgebieten in Deutschland wurde in der Schutzausweisung darauf hingewiesen, dass das Gebiet „wegen der Seltenheit, besonderen Eigenart und Schönheit des Gebietes“ zum Naturschutzgebiet wurde.